# Caenohalictus azureus
Caenohalictus azureus là một loài Hymenoptera trong họ Halictidae. Loài này được Enderlein mô tả khoa học năm 1903.